# Edgar Junod
Edgar Junod (* 16. April 1883 in Sainte-Croix, Kanton Waadt; † 16. Oktober 1955 in Genf) war ein Schweizer Journalist und Manager. Er führte von 1918 bis zu seinem Tod die Zeitung Tribune de Genève.

## Leben
Edgar Junod wurde in bescheidenen Verhältnissen als Sohn eines Uhrmachers geboren, der frühzeitig verstarb. Er hatte eine ältere unverheiratete Schwester, Marguerite, und eine jüngere, die vor ihm verstorben war, sowie einen jüngeren Bruder, der in Belgisch-Kongo, wo er als Ingenieur arbeitete, jung an Fieber gestorben war. Nach dem Tod des Vaters zog die Familie nach Lausanne, wo die Witwe eine Herberge für Rentner führte. Junod blieb seiner Geburtsgemeinde sehr verbunden, er hatte dort ein Ferienhaus, in das er sich oft zurückzog.
Junod studierte Rechtswissenschaft in Lausanne, Paris und München und promovierte 1907 in Lausanne.

## Karriere
Junod begann 1907 seine journalistische Karriere mit einem Stage im Basler Regionalbüro der Schweizerischen Depeschenagentur. 1910 berief ihn Édouard Secretan, Chefredaktor der Gazette de Lausanne und Oberst, an seine Zeitung und machte ihn zum Stellvertreter. Als enger Mitarbeiter Secretans war er auch in die sogenannte Obersten-Affäre involviert. Während der langen Krankheit Secretans bis zu dessen Tod 1917 führte Junod die Zeitung.
Während des Ersten Weltkriegs war Junod als Hauptmann am Militärgericht tätig. Am 1. Februar 1918 trat er als Nachfolger von Edouard Bauty das Amt als Direktor-Chefredaktor der Tribune de Genève an und wurde 1919 in den Verwaltungsrat der Verlagsgesellschaft «Société Anonyme pour la Tribune de Genève» gewählt. Nach dem Krieg war die Zeitung in eine ernste Krise geraten. Junod führte die Reformen ein, die aus der Krise hinausführten: Unter anderem reduzierte er 1918 die täglichen fünf Ausgaben auf zwei und verbannte 1922 die Inserate von der Frontseite ins Innere und machte aus dieser ein Magazin. 1931 wurde er zum Delegierten des Verwaltungsrates gewählt.

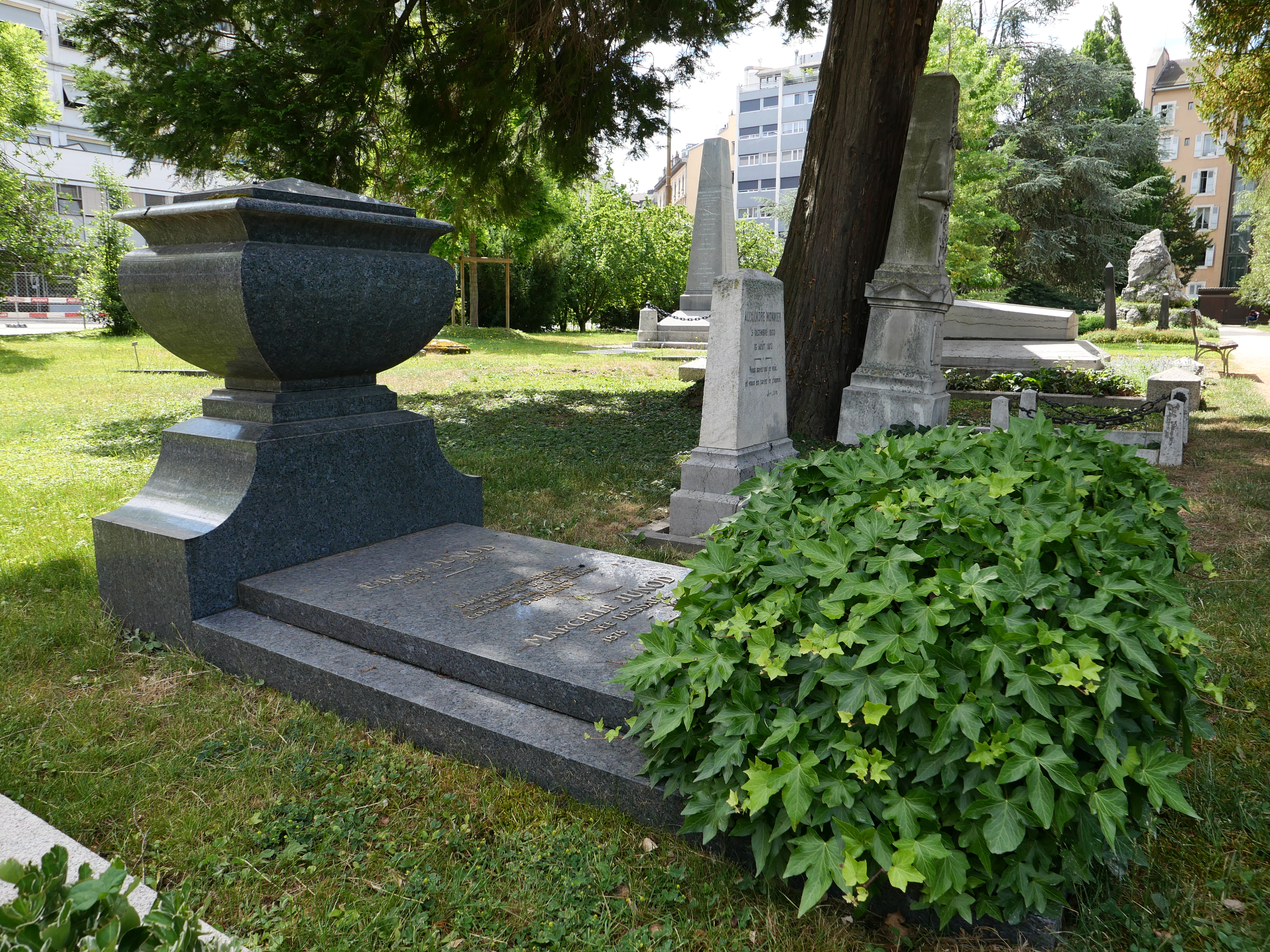
Junods Grab

Ende 1937 gab Junod das Amt des Direktor-Chefredaktors an Gaston Bridel ab und wurde zum Generaldirektor ernannt. 1951 wurde er zudem zum Präsidenten des Verwaltungsrates gewählt. Er war einer der Gründer des Genfer Zeitungsverlegerverbands, den er während mehrerer Perioden präsidierte, und half mit, den Gesamtarbeitsvertrag zwischen und Verlegern und Journalisten zu formulieren und einzuführen. Er war Mitglied des Ausschusses der «Union romande des journaux» und des Schweizerischen Zeitungsverlegerverbandes.
Als Journalist hatte Junod mit seinen kurzen, prägnanten Artikeln grossen Einfluss auf das Genfer politische und soziale Leben.
Er ist mit seiner Frau Marcelle, geb. Dessaux (1878–1960), wenige Meter vom Sitz der Tribune de Genève auf dem Cimetière des Rois begraben, der als Genfer Pantheon gilt.

## Trivia
Legendär war Junods Bestehen auf korrekter Kleidung und Rasur. Mehrmals schickte er schlecht rasierte Journalisten zum Barbier. Die Mitarbeiter respektierten und bewunderten ihn, was sich in ihrer Bezeichnung Junods als «unser grosser Patron» manifestierte. Junod war auch Jäger und Hobby-Fussballer. Er war ein Liebhaber der Poesie und konnte Hunderte von Versen französischer Dichter aus dem Gedächtnis rezitieren.

## Auszeichnungen
- Commandeur de la Légion d’honneur